# Eivar Widlund
Eivar Widlund (Örebro, 15 juni 1906 – Stockholm, 31 maart 1968) was een Zweeds voetballer die tijdens zijn carrière uitkwam voor Örebro SK en AIK Solna. Widlund maakte als doelman deel uit van het Zweeds voetbalelftal dat deelnam aan het WK voetbal 1934 in Italië. Met AIK Solna won hij eenmaal de Zweedse landstitel (1932). Hij was getrouwd met Maj Jacobsson, een atlete die internationaal actief was. Widlund overleed op 62-jarige leeftijd.